# Роже Лоран
Роже Лоран (на френски: Roger Laurent) е бивш пилот от Формула 1. Роден на 21 февруари 1913 г. в Лиеж, Белгия.

## Формула 1
Роже Лоран прави своя дебют във Формула 1 в Голямата награда на Белгия през 1952 г. В световния шампионат записва 2 състезания като не успява да спечели точки, състезава се с частен Ферари и за отбора на ХУМ.